# Усґвірі
Усґвірі (груз. უსგვირი) — село в Грузії.
За даними перепису населення 2014 року в селі проживає 3 осіб.